# Bandiera del circondario autonomo della Čukotka
La bandiera del Circondario autonomo della Čukotka è composta da uno sfondo blu e da un triangolo bianco sull'inferitura, nel cui centro si trova la bandiera nazionale russa incorniciata da un cerchio giallo.

Il blu è il colore tradizionale del popolo čukčo. Rappresenta i fiumi della Čukotka. Il bianco rappresenta la neve e il ghiaccio, mentre il cerchio giallo sta per il sole, la speranza e l'amicizia.

La bandiera è stata adottata il 29 ottobre 1997. Le proporzioni sono 2:3.